# Violet (1981)
Violet é um filme de drama em curta-metragem canadense de 1981 dirigido e escrito por Shelley Levinson. Venceu o Oscar de melhor curta-metragem em live action na edição de 1982.

## Elenco
- Didi Conn - Violet
- Patrick Dollaghan - Monty
- Rodney Saulsberry - Flick
- Tom McGowan - Dr. Pleasance
- Belle Richter - Mrs. Higgins